# Tolna meandrica
Tolna meandrica är en fjärilsart som beskrevs av Saalmüller 1891. Tolna meandrica ingår i släktet Tolna och familjen nattflyn. Inga underarter finns listade i Catalogue of Life.

## Bildgalleri

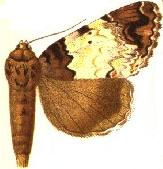
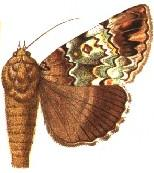
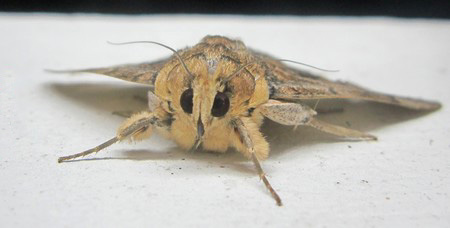
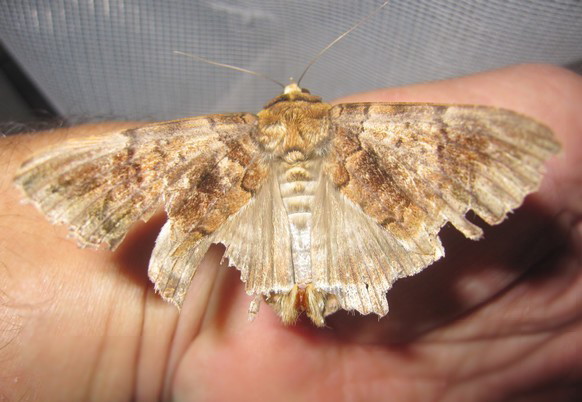
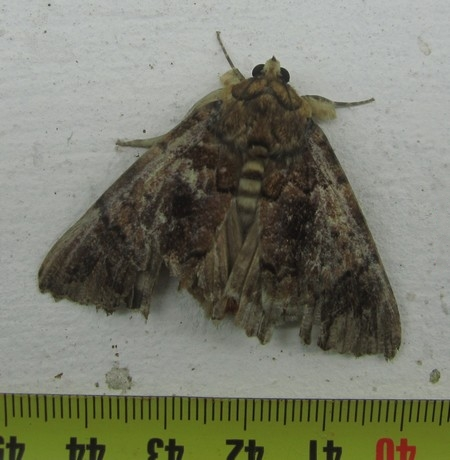
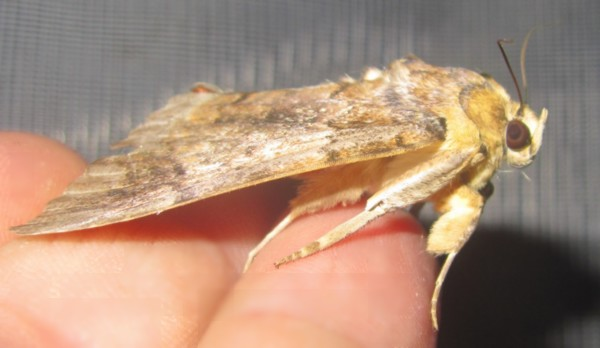